# Assedio di Kulaca Hisar
L'assedio di Kulaca Hisar o incursione di Kulaca Hisar fu una battaglia combattuta tra bizantini e turchi sotto il comando di Osman Gazi nel 1285.

## Assedio
Osman Bey, alla morte di Bayhoca, figlio di suo fratello Savcı Bey, nella Battaglia del Monte Armenia, attaccò il castello bizantino di Kulaca Hisar, a poche leghe da İnegöl e situato alla periferia di Emirdağ. A seguito di un'incursione notturna con una forza di 300 persone, il castello fu attaccato dai turchi, ma la guarnigione bizantina riuscì a difendersi e respingere, uccidendone circa 250; la maggior parte del resto dell'esercito turco fuggì insieme a Osman Gazi. Questo evento rappresenta il primo tentativo di conquista di un castello nella storia dell'Impero ottomano. Poiché i prigionieri turchi catturati di Kulaca Hisar accettarono il governo dell'imperatore bizantino Andronico II Paleologo, non furono lesi.